# جيمس ايزكيل بورتر
جيمس ايزكيل بورتر (بالإنجليزية: James Porter)‏ هو عسكري أمريكي، ولد في 2 فبراير 1847 في Strong, Maine ‏ في الولايات المتحدة، وتوفي في 25 يونيو 1876 في مونتانا في الولايات المتحدة بسبب قتل في المعركة.